# Leopoldo Nobili

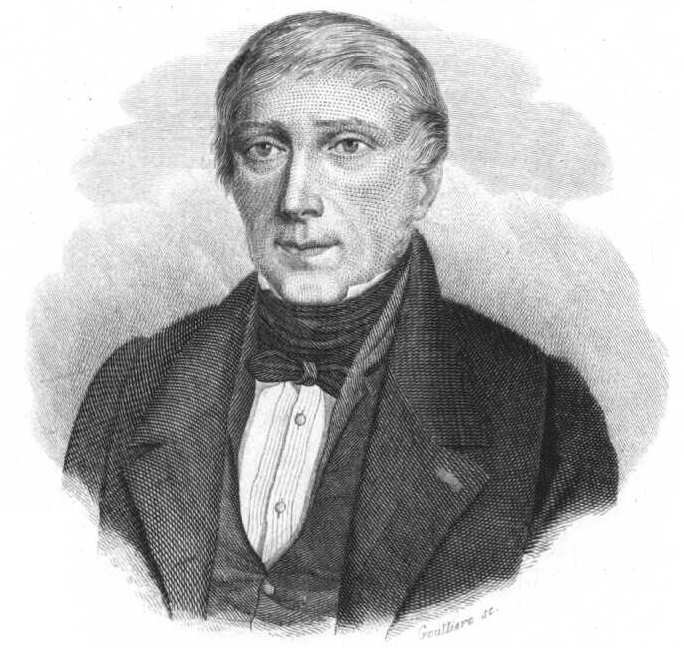
Leopoldo Nobili

Leopoldo Nobili, född 1784, död 1835, var en italiensk fysiker.
Nobili var upptäckare av de efter honom uppkallade Nobilis färgringar.